# Dodecolopoda mawsoni
Dodecolopoda mawsoni är en havsspindelart som beskrevs av Calman, W.T. och I. Gordon 1933. Dodecolopoda mawsoni ingår i släktet Dodecolopoda och familjen Colossendeidae. Inga underarter finns listade i Catalogue of Life.